# Great Fountain Geyser
Great Fountain Geyser est un geyser de type « fontaine »  situé dans le Lower Geyser Basin dans le parc national de Yellowstone aux États-Unis.
C'est le seul geyser prévisible du Lower Geyser Basin.

## Éruptions
Great Fountain entre en éruption toutes les 9 à 15 heures. Ses éruptions atteignent une hauteur variant de 23 m à plus de 67 m et durent habituellement une heure, mais on a pu observer des durées de plus de deux heures. La durée d'une éruption affecte l'intervalle de temps qui doit s'écouler avant la prochaine éruption ; ainsi, si on note la durée d'une éruption, on peut prédire la prochaine éruption avec une précision de deux heures. La prédiction peut être peaufinée, à plus ou moins 15 minutes, avec l'observation du débordement de l'eau du cratère pendant la période entre les éruptions. Bien qu'on observe ce comportement la plupart du temps, il y a parfois des phases d'activité "sauvage" au cours desquelles la durée et les intervalles entre les éruptions augmentent considérablement, pouvant atteindre trois jours. Le geyser est alors imprévisible jusqu'à ce que la phase d'activité sauvage cesse et que les éruptions normales reprennent.
Étant situé à proximité de White Dome Geyser, qui entre en éruption beaucoup plus souvent (quoique moins fortement) et qui possède un grand cône de geyserite, il  est facilement visible depuis le même parking qui offre un point de vue de celui-ci. Les bactéries thermophiles Thermus aquaticus, importantes puisqu'elles produisent une enzyme utilisée dans les procédures de laboratoire de la réaction en chaîne par polymérase et dans la biologie moléculaire moderne, ont été isolées pour la première fois dans Mushroom Pool, une source chaude non éruptive située à plusieurs dizaines de mètres de White Dome Geyser.

## Galerie de photos

Photos de Great Fountain
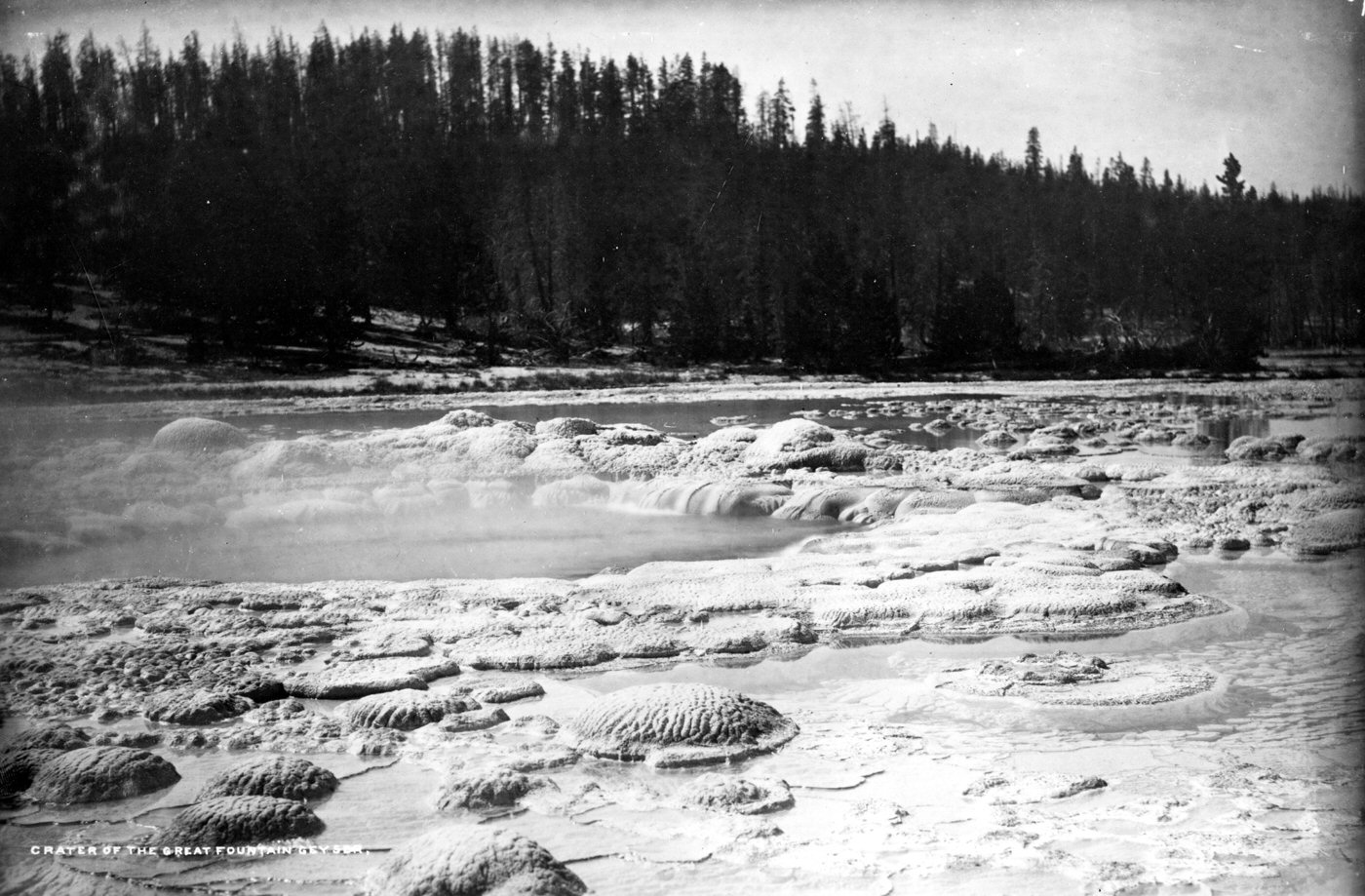
Cratère de Great Fountain Geyser par William Henry Jackson en 1883.
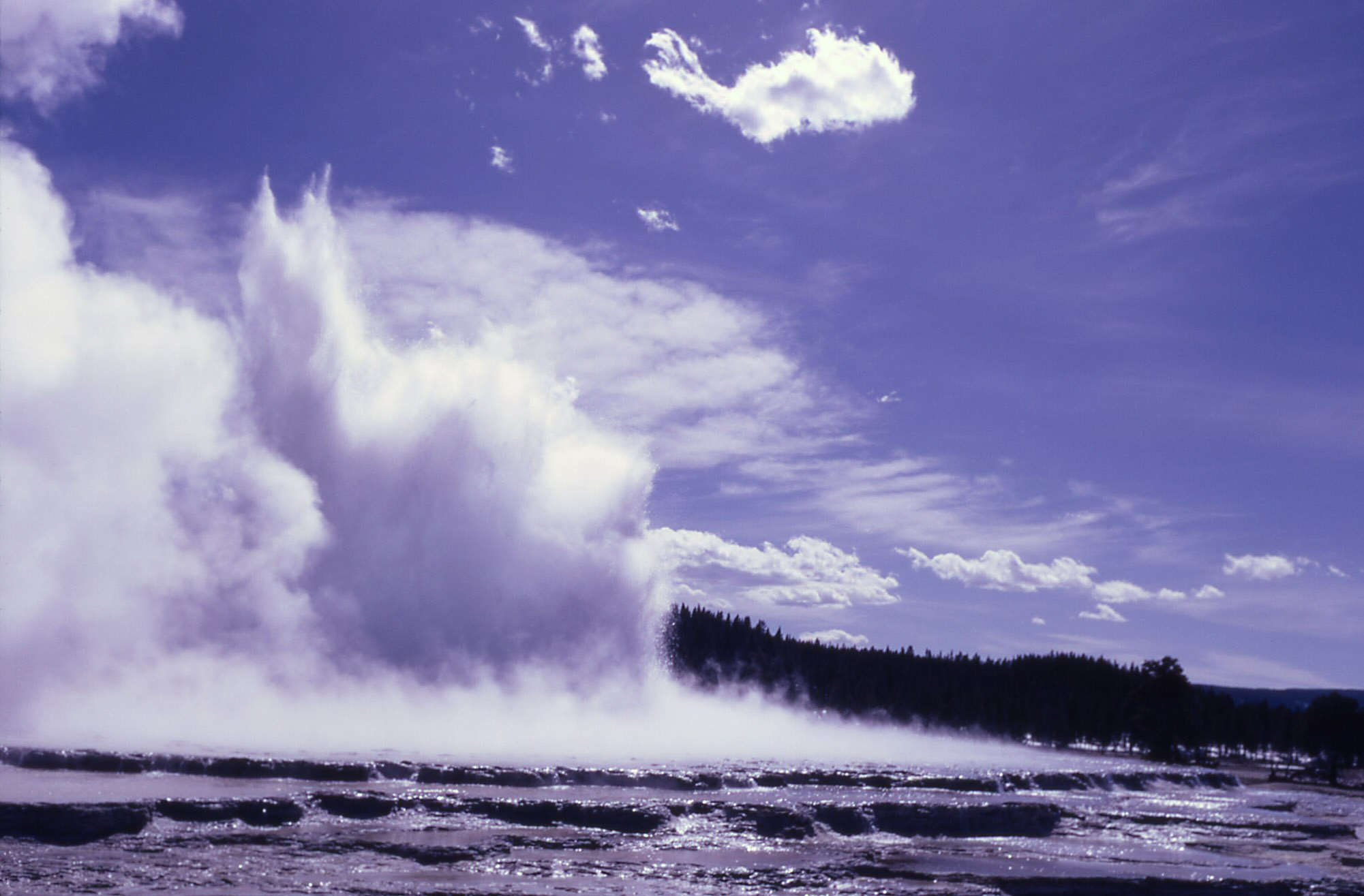
Éruption de Great Fountain Geyser en 1967.
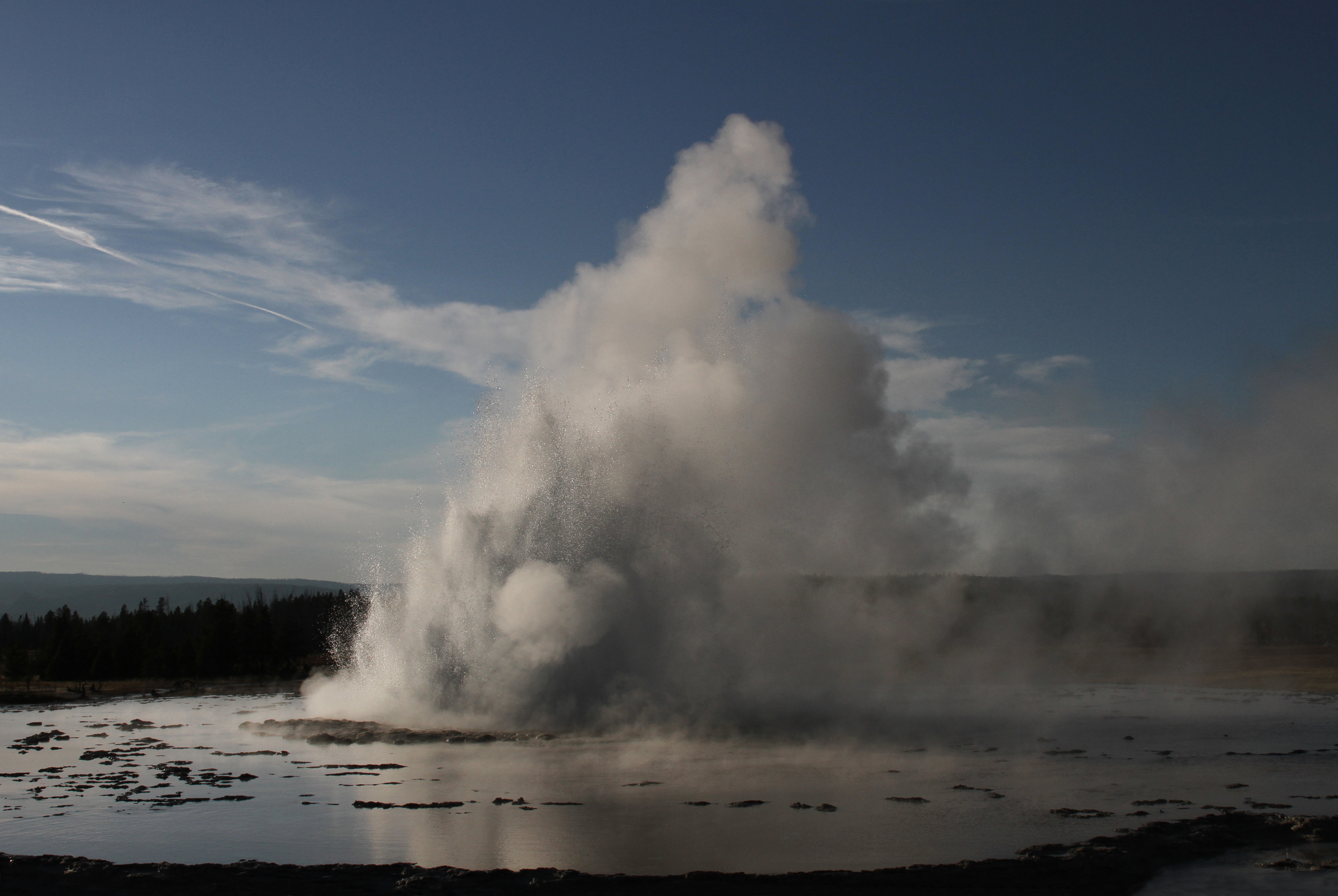
Éruption de Great Fountain Geyser en 2012.
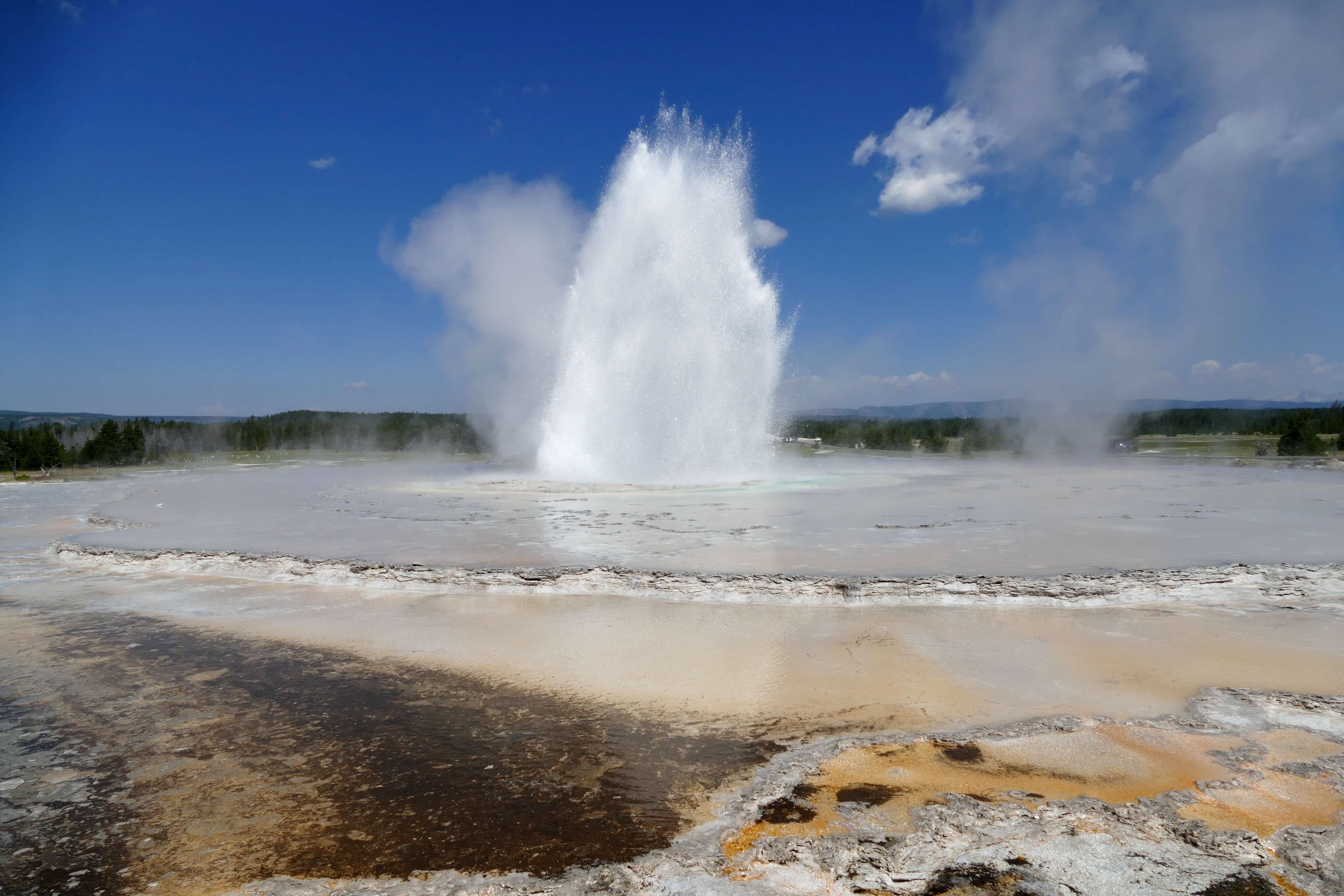
Éruption de Great Fountain Geyser en 2015.